# Zmarli we wrześniu 2023

## Wrzesień 2023
- 30 września
  - Russell Batiste Jr. – amerykański perkusista R&B, funky, blues[1]
  - Galip Haktanır – turecki piłkarz, olimpijczyk (1948)[2]
  - Lucjan Józefowicz – polski kolarz torowy, olimpijczyk[3][4]
  - Eurico dos Santos Veloso – brazylijski duchowny rzymskokatolicki, biskup Luz (1994–2001), arcybiskup Juiz de Fora (2001–2009)[5]
  - Russell Sherman – amerykański pianista klasyczny i edukator muzyczny[6]
- 29 września
  - Dianne Feinstein – amerykańska polityk, senator, burmistrz San Francisco (1978–1988)[7]
  - Michał Głowiński – polski filolog, historyk i teoretyk literatury[8]
  - Ryszard Morawski – polski malarz batalista, rysownik, twórca figurek i zabawek[9]
- 28 września
  - Stephen Ackles – norweski piosenkarz, autor tekstów[10]
  - Ion Druță – mołdawski prozaik, dramaturg, eseista, publicysta[11]
  - Maciej Mach – polski robotnik i związkowiec, działacz opozycji demokratycznej w PRL[12]
- 27 września
  - Dom Famularo – amerykański perkusista i nauczyciel[13]
  - Michael Gambon – irlandzki aktor[14]
  - Wołodymyr Koman – ukraiński piłkarz[15]
  - Urszula Koszut – polska śpiewaczka operowa[16]
  - Slobodan Štambuk – chorwacki duchowny rzymskokatolicki, biskup Hvaru (1989–2018)[17]
  - John Tembo – malawijski filozof, polityk, minister finansów (1964–1969)[18]
- 26 września
  - Brooks Robinson – amerykański baseballista[19]
  - Stanisław Szymecki – polski duchowny rzymskokatolicki, biskup diecezjalny kielecki (1981–1993), arcybiskup metropolita białostocki (1993–2000)[20]
- 25 września
  - Zvi Hecker – izraelski architekt[21]
  - David McCallum – brytyjski aktor[22]
  - Matteo Messina Denaro – włoski przestępca, gangster, szef cosa nostry[23]
- 24 września
  - Felix Ayo – hiszpański skrzypek, wykonawca muzyki kameralnej[24]
  - Nashawn Breedlove – amerykański aktor i raper[25]
  - Léon Fatous – francuski samorządowiec, polityk, eurodeputowany (1984–1989)[26]
- 23 września
  - Asgeir Dølplads – norweski skoczek narciarski[27]
  - François Glorieux – belgijski dyrygent, pianista, kompozytor[28]
  - Víctor Manuel López Forero – kolumbijski duchowny rzymskokatolicki, biskup Socorro y San Gil (1980–1985), arcybiskup Bucaramanga (1998–2009)[29]
  - Terry Kirkman – amerykański wokalista i autor piosenek, muzyk folk-rockowego zespołu The Association[30]
  - Skadi Walter – niemiecka panczenistka[31]
- 22 września
  - Giovanni Lodetti – włoski piłkarz[32]
  - Américo Lopes – portugalski piłkarz[33]
  - Stefan Mroczkowski – polski reżyser telewizyjny[34]
  - Giorgio Napolitano – włoski prawnik, polityk, minister spraw wewnętrznych (1996–1998), prezydent Włoch (2006–2015)[35]
  - Tadeusz Olszański – polski dziennikarz sportowy[36]
- 21 września
  - Georg Bamberg – niemiecki polityk, deputowany Bundestagu[37]
  - Henryk Czyżewski – polski kompozytor, teoretyk muzyki i dyrygent[38]
  - Arlen Erdahl – amerykański polityk, członek Izby Reprezentantów (1979–1983)[39]
  - Maja Georgiewa – bułgarska siatkarka[40]
  - Walewska Moreira de Oliveira – brazylijska siatkarka, mistrzyni olimpijska (2008)[41]
- 20 września
  - Katherine Anderson – amerykańska piosenkarka zespołu The Marvelettes[42]
  - Ruth Fuchs – niemiecka lekkoatletka, oszczepniczka, mistrzyni olimpijska (1972, 1976), polityk[43]
  - Krzysztof Jakubowski – polski przedsiębiorca, prezes spółki Esotiq&Henderson[44]
  - Lucy Morgan – amerykańska reporterka[45]
  - Erwin Olaf – holenderski fotografik, reżyser filmowy[46]
  - Odilon Polleunis – belgijski piłkarz, trener[47]
- 19 września
  - Serhij Baszkirow – ukraiński piłkarz[48]
  - Lou Deprijck – belgijski piosenkarz, kompozytor, producent muzyczny[49]
  - Per Gahrton – szwedzki socjolog, polityk, eurodeputowany (1999–2004)[50]
  - Stephen Gould – amerykański śpiewak operowy (tenor bohaterski)[51]
  - Egil Johansen – norweski piłkarz[52]
  - Severino Lojodice – włoski piłkarz[53]
  - Gianni Vattimo – włoski filozof, publicysta, polityk, eurodeputowany (1999–2004, 2009–2014)[54]
- 18 września
  - Krzysztof Bujar – polski hokeista, olimpijczyk (1992)[55]
  - Wolfgang Engstfeld – niemiecki saksofonista jazzowy, kompozytor, wykładowca akademicki[56]
  - Felice Farina – włoski reżyser filmowy[57]
  - Grimanesa Jiménez – chilijska aktorka[58]
  - Marinho Peres – brazylijski piłkarz, trener[59]
- 17 września
  - Oya Alasya – turecka aktorka[60]
  - Joy Chambers – australijska aktorka[61]
  - Ryszard Jedliński – polski piłkarz ręczny, olimpijczyk (1980)[62]
  - Ronnie McKinnon – szkocki piłkarz, reprezentant kraju[63]
- 16 września
  - Abd al-Ati al-Ubajdi – libijski dyplomata, polityk, minister spraw zagranicznych (1982–1984; 2011), premier Libii (1977–1979)[64]
  - Irish Grinstead – amerykańska piosenkarka R&B[65]
  - Milo Hrnić – chorwacki piosenkarz[66]
  - John Marshall – brytyjski perkusista rockowy i jazzowy, członek zespołu Nucleus[67]
- 15 września
  - Fernando Botero – kolumbijski malarz, rzeźbiarz, karykaturzysta[68]
  - Hana Doušová – czeska koszykarka[69]
  - Franco Migliacci – włoski tekściarz i aktor[70]
  - Billy Miller – amerykański aktor[71]
  - Burhan Sargın – turecki piłkarz[72]
- 14 września
  - Marcel Agboton – beniński duchowny rzymskokatolicki, biskup Kandi (1994–2000) i Porto Novo (2000–2005), arcybiskup Kotonu (2005–2010)[73]
  - Bjarni Felixson – islandzki piłkarz[74]
  - Laurence Gavron – francuska reżyserka i pisarka[75]
  - Basil van Rooyen – południowoafrykański kierowca wyścigowy[76]
  - Janusz Wierzbicki – polski samorządowiec, burmistrz Starachowic (1998–2002)[77]
- 13 września
  - Bronisław Ciaś – polski prawnik i księgowy, prezes Stowarzyszenia Księgowych w Polsce, wiceminister finansów (1973–1987)[78]
  - Jean-Paul Gauzès – francuski polityk, prawnik i ekonomista, eurodeputowany VI i VII kadencji (2004–2014)[79]
  - Perrie Mans – południowoafrykański snookerzysta[80]
  - Piotr Mierzewski – polski lekarz i urzędnik państwowy, działacz opozycyjny, wiceminister zdrowia (1989–1992)[81]
  - Mircea Snegur – mołdawski agronom, polityk, prezydent Mołdawii (1990–1996)[82]
  - Roger Whittaker – brytyjski piosenkarz[83]
  - Jan Wieczorek – polski duchowny rzymskokatolicki, biskup pomocniczy opolski (1981–1992), biskup gliwicki (1992–2011)[84]
- 12 września
  - Jean Boht – brytyjska aktorka[85]
  - Dominique Colonna – francuski piłkarz, trener[86]
  - Brandon Hunter – amerykański koszykarz[87]
  - Elizabeth Jeffreys – brytyjska historyk, bizantynolog[88]
  - Gordon Kennett – brytyjski żużlowiec[89]
- 11 września
  - Benito Castro – meksykański aktor, komik[90]
  - Dedi Graucher – izraelski piosenkarz muzyki żydowskiej[91]
  - Yvonne Přenosilová – czeska piosenkarka[92]
  - Uwe Wesel – niemiecki prawnik i historyk[93]
  - Jan Zalewa – polski ekonomista[94]
- 10 września
  - Hernán Carrasco – chilijski trener piłkarski[95]
  - Brendan Croker – angielski gitarzysta, piosenkarz i autor piosenek[96]
  - Lutfi Hoxha – albański aktor[97]
  - Jacek Kisielewski – polski dziennikarz radiowy[98]
  - Charlie Robison – amerykański piosenkarz country, gitarzysta, autor tekstów[99]
  - Ian Wilmut – brytyjski biolog, embriolog[100]
- 9 września
  - Mangosuthu Buthelezi – południowoafrykański polityk, przywódca bantustanu KwaZulu (1977–1994), minister spraw wewnętrznych (1994–1999)[101]
  - Cezary Kussyk – polski aktor[102]
  - Jerzy Orzeł – polski polityk, przedsiębiorca, poseł na Sejm RP X kadencji (1989–1991), wojewoda tarnowski (1991–1994)[103]
  - Rafał Paczkowski – polski realizator dźwięku, keyboardzista, kompozytor[104]
  - Max Simeoni – francuski dziennikarz, lekarz, polityk, eurodeputowany (1989–1994)[105]
  - Rainer Troppa – niemiecki piłkarz[106]
- 8 września
  - Didier Berthet – francuski duchowny rzymskokatolicki, biskup Saint-Dié (2016–2023)[107]
  - Paweł Sanakiewicz – polski aktor[108]
  - Felicia Taylor – amerykańska dziennikarka[109]
  - Mike Yarwood – angielski komik, aktor[110]
- 7 września
  - María Jiménez – hiszpańska piosenkarka[111]
  - Jerzy Klechta – polski dziennikarz, publicysta, pisarz[112]
  - Akira Nishimura – japoński kompozytor[113]
  - Wiesław Murowaniecki – polski kolarz[114]
  - Margherita Rinaldi – włoska śpiewaczka operowa, sopran[115]
- 6 września
  - Larry Chance – amerykański piosenkarz doo wop[116]
  - Richard Davis – amerykański kontrabasista jazzowy[117]
  - Alberto Ginulfi – włoski piłkarz[118]
  - Giuliano Montaldo – włoski aktor, reżyser i scenarzysta filmowy[119]
- 5 września
  - Albert Azarian – ormiański gimnastyk sportowy, mistrz olimpijski (1956, 1960)[120]
  - Waldemar Chmielewski – polski oficer Służby Bezpieczeństwa, skazany za zabójstwo Jerzego Popiełuszki[121]
  - Jürgen Claus – niemiecki malarz i rzeźbiarz[122]
  - Adam Exner – kanadyjski duchowny rzymskokatolicki, arcybiskup Vancouver (1991–2004)[123]
  - Joe Fagin – angielski piosenkarz pop[124]
  - Charles Gayle – amerykański saksofonista, klarnecista i pianista jazzowy (zm. 2023)[125]
  - Molly Holzschlag – amerykańska informatyk, programistka, pisarka[126]
  - Teresa Stanek – polska działaczka kombatancka i samorządowa, prezes ŚZŻAK (2021–2023)[127]
  - Ivan Šuker – chorwacki ekonomista, polityk, minister finansów (2003–2010)[128]
  - Anatol Ugorski – niemiecki pianista pochodzenia rosyjskiego[129]
- 4 września
  - Guðbergur Bergsson – islandzki pisarz[130]
  - Steven Harwell – amerykański muzyk, wokalista, autor tekstów, członek zespołu Smash Mouth[131]
  - Ireneusz Michaś – polski polityk, lekarz weterynarii, samorządowiec, senator III i IV kadencji (1993–2001)[132]
  - Ferid Murad – amerykański farmakolog, laureat Nagrody Nobla w dziedzinie medycyny 1998[133]
  - Andrzej Wilk – polski aktor[134]
  - Gary Wright – amerykański wokalista rockowy, kompozytor i autor piosenek[135]
  - Anton Tus – chorwacki generał, pilot wojskowy, szef sztabu armii chorwackiej (1991–1992)[136]
- 3 września
  - Claus Helmer – niemiecki reżyser[137]
  - Gilberto Hernández – panamski piłkarz[138]
  - Brad Maxwell – kanadyjski hokeista[139]
  - José Sébéloué – francuski piosenkarz[140]
  - Piotr Winczura – polski wioślarz[141]
- 2 września
  - Walter Arlen – amerykański muzyk i krytyk muzyczny pochodzenia austriackiego[142]
  - Salif Keita – malijski piłkarz[143]
  - Paul Kazuhiro Mori – japoński duchowny rzymskokatolicki, biskup pomocniczy Tokio (1985–2000)[144]
  - Mark Pearson – brytyjski piłkarz[145]
  - Lore Maria Peschel-Gutzeit – niemiecka polityk i prawniczka[146]
  - Morteza Pursamadi – irański reżyser filmowy[147]
  - Marcia de Rousse – amerykańska aktorka[148]
- 1 września
  - Jimmy Buffett – amerykański muzyk rockowy[149]
  - Rudy Carrié – argentyński aktor[150]
  - Raymond Moriyama – kanadyjski architekt japońskiego pochodzenia[151]
  - Bill Richardson – amerykański polityk, sekretarz energii USA (1998–2001), gubernator stanu Nowy Meksyk (2003–2011)[152]
  - Milka Stojanović – serbska śpiewaczka operowa (sopran)[153]
  - Zdzisław Zaczyk – polski śpiewak operowy (tenor)[154]

- data dzienna nieznana
  - Ian Hamilton – angielski piłkarz[155]
  - Marcel Novek – polski aktor[156]